# Meteorologický sloup v Piešťanech
Meteorologický sloup v Piešťanech, slovensky Meteorologický stĺp v Piešťanoch nebo Meteostanica v Piešťanoch, je historický litinový meteorologický sloup bílé barvy. Nachází se v sadu Andreja Kmeťa na pravém břehu řeky Váh v lázeňském městě Piešťany v okrese Piešťany v Podunajské pahorkatině a v Trnavském kraji na Slovensku.

## Historie a popis
V rámci Slovenska je to jeden ze čtyř dochovaných historických meteorologických sloupů. Pochází z přelomu 19. a 20. století. Je jedinečný tím, že tento sloup má bílou barvu a ostatní zmiňované tří sloupy jsou černé a „shodné“.[zdroj?]

## Další informace
Sloup je celoročně volně přístupný a nachází se také např. na trase turistické značené trasy 8123 (Chodník Karla Domina).